# Vesico-ureterale reflux

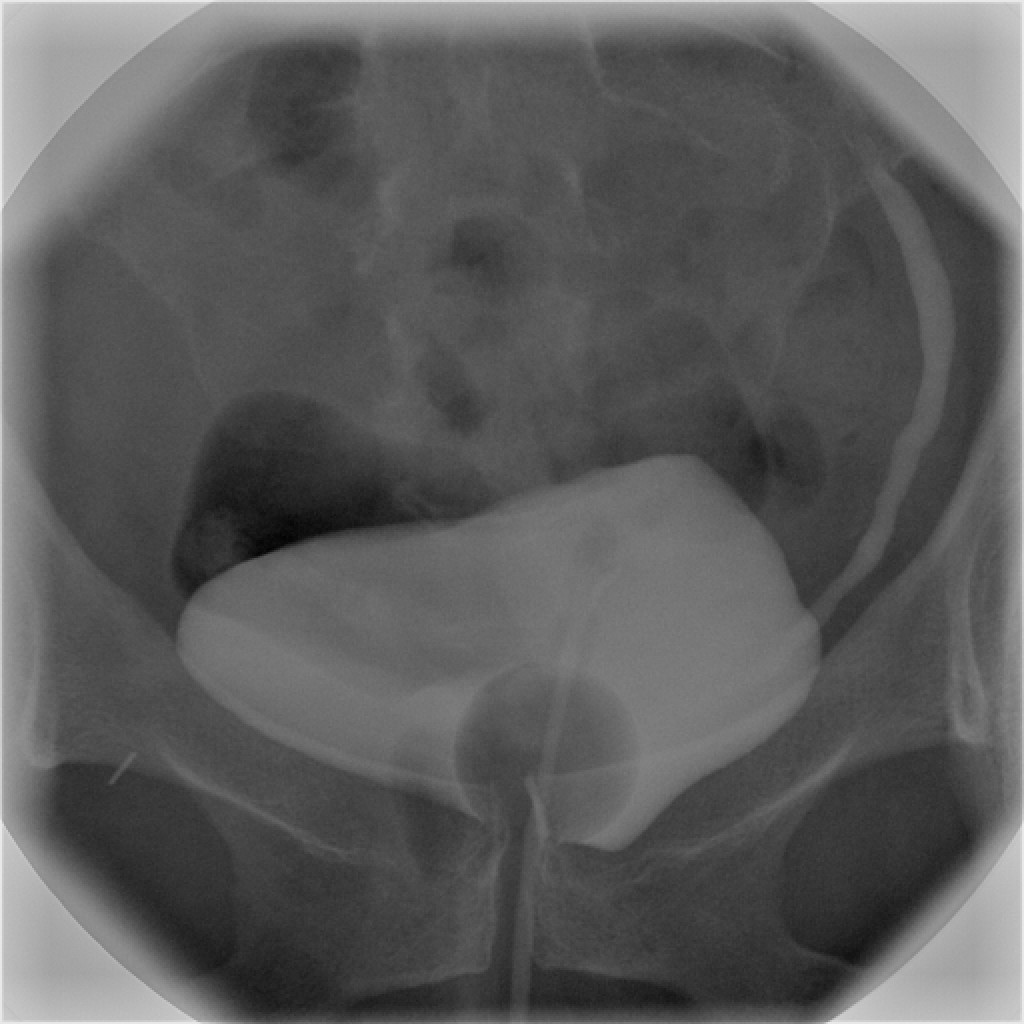
Vesico-ureterale reflux. Op dit cystogram is er links (op de afbeelding rechts) een reflux te zien, aan de (witte) contraststof in de urineleider.

Vesico-ureterale reflux (VUR) of het terugvloeien van urine uit de blaas naar de nieren komt voor bij ongeveer 1-3% van de kinderen. Wanneer de reflux gepaard gaat met infectie van de hoge urinewegen kan nierschade optreden (10-15% van de gevallen van nierinsufficiëntie worden veroorzaakt door VUR met infectie).
Een adequate aanpak van dit probleem bestaat uit het opsporen van VUR bij risicopatiëntjes, het voorkomen van urineweginfecties en zo nodig heelkundige behandeling van de reflux.
Primaire VUR is aangeboren en wordt systematisch opgezocht bij pasgeborenen bij wie op prenatale echografie een uitzetting van de nier(en) werd gezien en bij alle kinderen die een hoge-urineweginfectie (pyelonefritis) doormaken. Wanneer er een primaire VUR wordt gevonden, worden er profylactische antibiotica voorgeschreven om urineweginfecties te voorkomen. 
Secundaire of verworven reflux ontstaat meestal door verkeerd gebruik van de blaasspier (m. detrusor), hetgeen willekeurig kan optreden door niet ontspannen te plassen of door de plas te lang op te houden. Daarnaast kan ook onwillekeurige foutieve werking van de blaas optreden bij patiënten met neurologische aandoeningen ("neurogene blaas"). Verder kan secundaire VUR het gevolg zijn van een infravesicale obstructie. Mogelijke oorzaken van deze obstructie zijn: urethrakleppen, prostaathypertrofie, urethrastrictuur.